# جاكوب والنبرغ
جاكوب والنبرغ (مواليد 1956) بالإنجليزية: (Jacob Wallenberg) هو مصرفي وصناعي سويدي ، يعمل حاليًا كعضو مجلس إدارة لعدة شركات. وقد وصفته صحيفة الغارديان ذات مرة بلقب «أمير العائلة الملكية السويدية المالية» وهي عائلته والنبرغ التي اشتهرت بأنها عائلة كبيرة في صناعة المصارف. 

## خلفية
ولد والنبرغ عام 1956 في ستوكهولم .  وكان والده بيتر والنبرغ، الأب، مصرفيًا، والدته سوزان فليمنج. وهو عضو في عائلة والنبرغ السويدية البارزة. 
يحمل والنبرغ شهادة البكالوريوس في الاقتصاد وماجستير إدارة الأعمال من كلية وارتون لإدارة الأعمال ، جامعة بنسلفانيا . 
درس السيد والنبرغ في الأكاديمية البحرية الملكية السويدية وهو اليوم ضابط احتياط في القوات البحرية الملكية السويدية .

## مساره المهني
جاكوب والنبرغ هو رئيس مجلس إدارة شركة Investor AB ، وهو مساهم رئيسي في الشركات العالمية التي تتخذ من دول الشمال مقراً لها. وهو نائب رئيس مجلس إدارة إيه بي بي و إريكسون و FAM AB و Patricia Industries .
كما يعمل السيد والنبرغ في مجلس إدارة شركة ناسداك. مؤسسة كنوت وأليس والنبرغ واثنين من مؤسسات والنبرغ الأخرى وكلية ستوكهولم للاقتصاد . 
وهو عضو في اللجنة التوجيهية لـ ERT والمائدة المستديرة الأوروبية للصناعيين والمجلس الاستشاري لكلية الاقتصاد والإدارة بجامعة Tsinghua . وهو أيضًا عضو في اللجنة الثلاثية .
السيد والنبرغ هو الرئيس الفخري لـ IBLAC ، وعمدة المجلس الاستشاري لقادة الأعمال الدوليين في شنغهاي.

## وظيفة مبكرة
كان جاكوب والنبرغ رئيس مجلس إدارة مجموعة إس إي بي البنكية (SEB) .  من الفترة 1998 إلى 2005 ونائب رئيس مجلس الإدارة من 2005 إلى 2014. وكان الرئيس التنفيذي للبنك في عام 1997 و EvP والمسؤول عن الخدمات المصرفية للشركات والاستثمار في الفترة 1995-1996.
وقد شغل السيد والنبرغ منصب نائب رئيس مجلس إدارة شركة أطلس كوبكو ومجموعة SAS و Stora Enso
وعمل في مجلس إدارة كل من : شركة كوكا كولا  ، و إلكترولوكس و WM-data وغرفة ستوكهولم التجارية .
وقد كان السيد والنبرغ عضوًا في اللجنة التوجيهية لمجموعة بلدربيرغ . 
في ديسمبر 2016 ، قال والنبرغ بأن المملكة المتحدة لم تعد الخيار الأول للاستثمارات نتيجة للتصويت على خروج بريطانيا من الاتحاد الأوروبي. 

## مراتب الشرف
- وصلة= قائد وسام أسد فنلندا
- قائد وسام مايو، الأرجنتين
- عضو الأكاديمية الملكية السويدية للعلوم الهندسية (2000)
- دكتوراه فخرية في الاقتصاد، كلية ستوكهولم للاقتصاد (2005)
- عضو الجمعية الملكية السويدية للعلوم البحرية (2006)
- وسام جلالة الملك، الميدالية الذهبية بالحجم الثاني عشر على شريط وسام سيرافيم (2007)
- دكتوراه فخرية في الاقتصاد، كلية هانكين للاقتصاد ، هلسنكي ، (2009)
- جائزة أبحاث SSE ، معهد ستوكهولم للاقتصاد للبحوث (2010)
- وصلة=| شريط الشريط  وسام الشمس المشرقة ، الدرجة الثانية ، النجمة الذهبية والفضية (2018)
- وسام جوقة الشرف ، فرنسا (2019)

## روابط خارجية
- جاكوب والنبرغ على موقع مونزينجر (الألمانية)